# Championnat de France Pro B de tennis de table
Le Championnat de France de Pro B de tennis de table est, depuis son apparition en septembre 2003, l'équivalent de la deuxième division du championnat de France par équipes.

## Histoire
À sa création, le 2e échelon nationale du championnat par équipes s'appelait le Nationale 2. À la suite d'une refonte des championnats en 1991 et à la création de la Superdivision, la deuxième division devint alors la Nationale 1 tandis que le Nationale 2 devint la 3e division nationale.

Ce championnat a été créé en 2003 à l'initiative de la fédération française de tennis de table afin de permettre aux clubs de mieux préparer leur budget à une éventuelle accession à l'élite, la différence économique à l'époque entre la Superdivision et le Nationale 1 était tellement énorme que certains clubs devaient doubler leur budget pour pouvoir disputer la Première division.
L'édition 2019-2020, d'abord suspendue courant mars, est finalement annulée par la FFTT, le 15 avril 2020, en raison de la pandémie de maladie à coronavirus. Par conséquent, le titre n'est pas décerné et aucune promotion, ni relégation n'est promulguée.

## Organisation
Cette division se situe juste en dessous du Championnat de France de Pro A, et est organisée en une poule unique de 10 équipes et comporte 18 journées depuis septembre 2004.
Jusqu'en 2002-2003, les équipes disputaient un premier play-offs pour l'attribution du titre puis un autre play-offs pour déterminer le deuxième club promu en Superdivision. Depuis 2004 et l'apparition de la nouvelle Pro B, le champion est l'équipe qui termine en tête du classement à la dernière journée du championnat. Le deuxième de la poule monte également en Pro A.
Pour la saison 2014-2015, la FFTT réforme les championnats. Ainsi, le premier de la poule féminine et masculine monte toujours en Pro A mais les changements concernent les deuxièmes places et le maintien :
- En Pro B Hommes, le deuxième du Championnat affronte dans un match de barrage l'avant-dernier de la Pro A pour déterminer la 10e équipe engagée en Pro A la saison suivante. L'avant-dernier du championnat dispute également un match de barrage contre le vice-champion de Nationale 1.
- En Pro B Femmes, il n'y a plus qu'une seule montée pour lutter contre la crise économique dont souffre les championnats féminins depuis plusieurs années. Ainsi les championnats professionnels féminin passent à 8 équipes.

À partir de la saison 2018-2019, la Pro B Dames fusionne avec la PRO A Dames pour une poule unique de 12 clubs en Pro Dames afin de soulager les clubs financièrement. Ce qui a eu l'effet inverse en raison de la pandémie de Covid-19 qui a éclaté en 2020 et permit un rétablissement de la Pro B Dames

## Palmarès
Note : les clubs cités outre champion montent en première division
- Entre parenthèses dans la colonne Champion : Nombre de titre de 2e division nationale
- Entre parenthèses dans la colonne Vice-Champion : le classement de(s) équipe(s) montant en première division nationale si une des deux premières équipes ne remplissent pas toutes les conditions lui permettant de monter à l'échelon supérieur.

### Palmarès Hommes

#### La Pro B
| Saison    | Participants | Champion                                                   | 2ème et montée(s)                                          |
| --------- | ------------ | ---------------------------------------------------------- | ---------------------------------------------------------- |
| 2024-2025 | 12           | Bruille CTT                                                | Caen TTC                                                   |
| 2023-2024 | 12           | Roanne LNTT (2)                                            | Nice Cavigal                                               |
| 2022-2023 | 12           | Alliance Nîmes-Montpellier                                 | 4S Tours TT                                                |
| 2021-2022 | 10           | Thorigné-Fouillard TT                                      | Amiens STT                                                 |
| 2020-2021 | 10           | C'Chartres TT(2)                                           | Roanne LNTT                                                |
| 2019-2020 | 10           | Championnat Arrêté définitivement en raison du coronavirus | Championnat Arrêté définitivement en raison du coronavirus |
| 2018-2019 | 10           | Caen TTC (3)                                               | EP Isséenne                                                |
| 2017-2018 | 10           | US Saint-Denis                                             | 4S Tours TT                                                |
| 2016-2017 | 10           | SPO Rouen                                                  | US Saint-Denis                                             |
| 2015-2016 | 10           | Roanne LNTT (1)                                            | PPC Villeneuve-sur-Lot                                     |
| 2014-2015 | 9            | AC Boulogne-Billancourt (3)                                | SPO Rouen*                                                 |
| 2013-2014 | 10           | Morez Haut-Jura TT                                         | TT Saint-Louis                                             |
| 2012-2013 | 10           | Caen TTC (2)                                               | PPC Villeneuve-sur-Lot                                     |
| 2011-2012 | 10           | Bayard Argentan (5)                                        | EP Isséenne, TT Saint-Louis 3                              |
| 2010-2011 | 9            | VGA Saint-Maur (2)                                         | Saint Denis US 93 TT                                       |
| 2009-2010 | 10           | Bayard Argentan (4)                                        | Nice CPC                                                   |
| 2008-2009 | 10           | Chartres ASTT (1)                                          | EP Isséenne                                                |
| 2007-2008 | 10           | Bayard Argentan (3)                                        | Saint Denis US 93 TT                                       |
| 2006-2007 | 10           | SS La Romagne (2)                                          | US Yport                                                   |
| 2005-2006 | 10           | Caen TTC (1)                                               | EP Isséenne                                                |
| 2004-2005 | 9            | SS La Romagne (1)                                          | Istres TT, US Saint-Denis 3                                |
| 2003-2004 | 8            | AS Pontoise-Cergy (2)                                      | Beauchamp, SMEC Metz 3 et EP Isséenne 5                    |

#### La Nationale 1 (1991-2003) et la Nationale 2
| Saison                                   | Champion                       | Montée(s) supplémentaire                                               |
| ---------------------------------------- | ------------------------------ | ---------------------------------------------------------------------- |
| 2002-2003                                | Bayard Argentan (2)            | GV Hennebont                                                           |
| 2001-2002                                | TTC Nantes Atlantique (2)      | CTT Bruillé                                                            |
| 2000-2001                                | Bayard Argentan (1)            | SMEC Metz                                                              |
| 1999-2000                                | ASPC Nîmes (3)                 | Vaillante Angers                                                       |
| 1998-1999                                | ASPC Nîmes (2)                 | SMEC Metz                                                              |
| 1997-1998                                | CAM Bordeaux (2)               | Bayard Argentan                                                        |
| 1996-1997                                | TTC Nantes Atlantique (1)      | Caen TTC                                                               |
| 1995-1996                                | ASPC Nîmes (1)                 | SPO Rouen                                                              |
| 1994-1995                                | EP Isséenne                    | Caen TTC                                                               |
| 1993-1994                                | ASPTT Nevers                   | ASPC Nîmes                                                             |
| 1992-1993                                | AS Pontoise-Cergy TT (1)       | ASPTT Nevers (finaliste)                                               |
| 1991-1992                                | ACS Fontenay (4)               | Dijon TT (finaliste)                                                   |
| 1990-1991                                | ACS Fontenay (3)               | Bois-Colombes (finaliste)                                              |
| Nationale 1 : septembre 1990 à juin 2003 |                                |                                                                        |
| 1989-1990                                | SLUC Nancy (4)                 | Montpellier TT, TT La Tronche                                          |
| 1988-1989                                | AL Echirolles                  | AS Mulhouse, US Kremlin-Bicêtre, CTT Elancourt                         |
| 1987-1988                                | Élan Chevilly-Larue            | SAG Cestas TT, Bois-Colombes Sports                                    |
| 1986-1987                                | US Kremlin-Bicêtre (2)         | ASML Fréjus, TTGF Angoulême, ULJAQ Roncq, ASC Chalôns                  |
| 1985-1986                                | TT La Tronche (2)              | ES Reuilly                                                             |
| 1984-1985                                | SLUC Nancy (3)                 | ULJAQ Roncq                                                            |
| 1983-1984                                | TT La Tronche (1)              | 4S Tours TT                                                            |
| 1982-1983                                | SLUC Nancy (2)                 | ACR Cléon                                                              |
| 1981-1982                                | EM Vesoul                      | Amiens SC                                                              |
| 1980-1981                                | Trinité Sports TT              | 4S Tours TT                                                            |
| 1979-1980                                | ACS Fontenay (2)               | ACR Cléon                                                              |
| 1978-1979                                | ES Levallois                   | CAM Bordeaux                                                           |
| 1977-1978                                | SOSC Charenton (2)             | Trinité Sports TT                                                      |
| 1976-1977                                | CAM Bordeaux (1)               | TT La Tronche                                                          |
| 1975-1976                                | SOSC Charenton (1)             | Trinité Sports TT                                                      |
| 1974-1975                                | SLUC Nancy (1)                 | CSM Girondins                                                          |
| 1973-1974                                | ACS Fontenay (1)               | AG Caen                                                                |
| 1972-1973                                | VGA Saint-Maur (1)             | US Malakoff                                                            |
| 1971-1972                                | CSA Kremlin-Bicêtre (1)        | SMEC Metz                                                              |
| 1970-1971                                | AC Boulogne-Billancourt (2)    | Trinité Sports TT                                                      |
| 1969-1970                                | CTT Enghien-les-Bains          | AS Parigny                                                             |
| 1968-1969                                | SMEC Metz                      | PPC Roanne                                                             |
| 1967-1968                                | SS Crété et Le Havre AC        |                                                                        |
| 1966-1967                                | SM Roubaix                     | SOSC Charenton                                                         |
| 1965-1966                                | Amiens SC (2)                  | ASND Marseille                                                         |
| 1964-1965                                | Cercle St-Joseph Halluin TT    | AS Messine Paris                                                       |
| 1963-1964                                | CS Lille                       | USCCA Nice                                                             |
| 1962-1963                                | AC Boulogne-Billancourt (1)    | AS Messine Paris                                                       |
| 1961-1962                                | CSR Bordeaux                   | CSU Bicêtre                                                            |
| 1960-1961                                | CSPSE Paris                    | AAE Liévin                                                             |
| 1959-1960                                | Nice USCCA                     |                                                                        |
| 1958-1959                                | La Voulte Sportif              | AAE Liévin                                                             |
| 1957-1958                                | Amiens SC (1)                  | CO Caudéran                                                            |
| 1956-1957                                | ASE Lille et PPC Saint-Raphaël | ASE Lille et PPC Saint-Raphaël                                         |
| 1955-1956                                | PPACR Fontenay                 | Bayard Argentan                                                        |
| 1954-1955                                | USBHV Paris                    | Amiens SC, ASGE Marseille, TA Rennes                                   |
| 1953-1954                                | ASE Lille                      | SCE Marseille, CA Béglais, CSF Valence                                 |
| 1952-1953                                | AP Aulnay                      | CP La Rochelle, FC Mulhouse, CNA Rouen, CMS Toulouse, Gallia Club Nice |
| 1945-1946                                | Hera Sports                    | -                                                                      |
| Nationale 2                              |                                |                                                                        |

En italique : Les équipes qui ne monte pas a la fin de la saison

### Palmarès Dames

#### Pro B
La Pro B a fusionné en 2018 avec la Pro A pour former la Pro Dames. Cette fusion n'a duré que 3 saisons. La Pro B Dames est rétablie pour la saison 2022-2023 à la suite de la pandémie de Covid-19 qui a affaibli les clubs financièrement.
| Saison                                                                                    | Clubs | Champion                | 2ème et montée(s)                            |
| ----------------------------------------------------------------------------------------- | ----- | ----------------------- | -------------------------------------------- |
| 2024-2025                                                                                 | 8     | Grand-Quevilly ALCL     | CP Lyssois Lille Métropole                   |
| 2023-2024                                                                                 | 8     | Le Mans Sarthe TT       |                                              |
| 2022-2023                                                                                 | 8     | Quimper CTT (2)         | Le Mans Sarthe TT                            |
| Le Championnat de Pro B a fusionné avec la Pro A pour devenir la Pro Dames de 2018 à 2022 |       |                         |                                              |
| 2017-2018                                                                                 | 6     | EP Isséenne             | ASPC Nîmes                                   |
| 2016-2017                                                                                 | 8     | TT Joué-lès-Tours (3)   | Entente saint-pierraise                      |
| 2015-2016                                                                                 | 8     | ASRTT Étival            | Schiltigheim SUTT                            |
| 2014-2015                                                                                 | 9     | Poitiers TTACC 86 (2)   | Paris 13 TT                                  |
| 2013-2014                                                                                 | 8     | CTT Elancourt           | CA Mayennais                                 |
| 2012-2013                                                                                 | 10    | Quimper CTT (1)         | Serris Val d'Europe ATT                      |
| 2011-2012                                                                                 | 10    | Poitiers TTACC 86 (1)   | AS Miramas                                   |
| 2010-2011                                                                                 | 9     | CAM Bordeaux (2)        | AS Miramas Ent. Mirande-CV 5                 |
| 2009-2010                                                                                 | 10    | Serris Val d'Europe ATT | Quimper CTT et Metz TT 3                     |
| 2008-2009                                                                                 | 10    | Raquette Marmandaise    | TT Saint-Quentin                             |
| 2007-2008                                                                                 | 10    | TT Joué-lès-Tours (2)   | SA Souché Niort                              |
| 2006-2007                                                                                 | 10    | SA Souché Niort         | Olympique de Reims                           |
| 2005-2006                                                                                 | 9     | US Kremlin Bicêtre (2)  | Raquette Marmandaise                         |
| 2004-2005                                                                                 | 9     | CAM Bordeaux (1)        | ACS Fontenay-sous-Bois ALCL Grand-Quevilly 3 |
| 2003-2004                                                                                 | 8     | Évreux EC (2)           | Caen TTC Beauchamp CTT 3                     |

#### Nationale 1 et 2
| Saison                                | Champion                                               | Montée(s)                                                          |
| ------------------------------------- | ------------------------------------------------------ | ------------------------------------------------------------------ |
| 2002-2003                             | ASPTT Lille Métropole (3)                              | TT Joué-lès-Tours                                                  |
| 2001-2002                             | Beauchamp CTT (2)                                      | ACS Fontenay-sous-Bois                                             |
| 2000-2001                             | TT Joué-lès-Tours (1)                                  | La Roche Vendée                                                    |
| 1999-2000                             | Beauchamp CTT (1)                                      | AL Eysines                                                         |
| 1998-1999                             | CP Lys-lez-Lannoy                                      | EM St-Loup/St-Berthévin                                            |
| 1997-1998                             | USO Mondeville (2)                                     | ASPTT Lille Métropole                                              |
| 1996-1997                             | US Saint-Égrève et ASPTT Lyon montent en Superdivision | US Saint-Égrève et ASPTT Lyon montent en Superdivision             |
| 1995-1996                             | La Roche ESO                                           | GV Hennebont                                                       |
| 1994-1995                             | AS Le Chesnay 76                                       | AUVR Rillieux                                                      |
| 1993-1994                             | Béthune BFTT                                           | USO Mondeville (finaliste)                                         |
| 1992-1993                             | AL Eysines                                             | Mulhouse TT (finaliste)                                            |
| 1991-1992                             | ASPTT Lille Métropole (2)                              | ASPTT Lyon                                                         |
| 1990-1991                             | USO Mondeville (1)                                     | ASPTT Lyon (finaliste)                                             |
| Superdivision : Depuis septembre 1990 |                                                        |                                                                    |
| 1989-1990                             | Cholet Saint-Pierre                                    | ALTT Lunéville (2e), VGA Saint-Maur, CEP Saint-Nicolas-d'Aliermont |
| 1988-1989                             | FC Mulhouse                                            | CAM Bordeaux (2e), AUVR Rillieux                                   |
| 1987-1988                             | AS Montpellier-Le Crès                                 | AL Eysines (2e), VGA Saint-Maur                                    |
| 1986-1987                             | SMEC Metz                                              | ES Reuilly (2e), OC Raon-sur-Plaine, ASPTT Lille Métropole         |
| 1985-1986                             | US Kremlin-Bicêtre (1)                                 | SLUC Nancy                                                         |
| 1984-1985                             | AS Mulhouse                                            | ACBB, PSJ Tinchebray                                               |
| 1983-1984                             | ASPTT Lille Métropole (1)                              | US Kremlin-B., ASPTT Besançon                                      |
| 1982-1983                             | CP Quevilly                                            | CAM Bordeaux, SLUC Nancy                                           |
| 1981-1982                             | VGA Saint-Maur                                         | US Saint-Malo, AS Mulhouse                                         |
| 1980-1981                             | Bleus de Bar-le-Duc TT                                 | AUVR Rillieux et Amiens SC                                         |
| 1979-1980                             | ASPTT Lyon                                             | ASPTT Paris et ASCF Lormont                                        |
| 1978-1979                             | AL Bruz                                                | Trinité Sports TT                                                  |
| 1977-1978                             | AC Blainville                                          | Évreux Étudiant Cercle                                             |
| 1976-1977                             | ES Gravenchon                                          | ASPTT Cannes-Le Cannet                                             |
| 1975-1976                             | OL Grande-Synthe                                       | ASPTT Savoie                                                       |
| 1974-1975                             | CTT Enghien-les-Bains                                  | AS Cabourg                                                         |
| 1973-1974                             | JA Montrouge                                           | ASPTT Cannes-Le Cannet                                             |
| 1972-1973                             | AUVR Rillieux                                          | ACS Fontenay-sous-Bois                                             |
| 1971-1972                             | Alsace de Bagnolet                                     | ASPTT Annecy                                                       |
| 1970-1971                             | Évreux EC (1)                                          | SMEC Metz                                                          |
| 1969-1970                             | ASRG Caen (2)                                          | CPB Rennes                                                         |
| 1968-1969                             | ASEG Nancy                                             | APO Tours                                                          |
| 1967-1968                             | AAE Puzeaux et SS Crété montent en N1                  | AAE Puzeaux et SS Crété montent en N1                              |
| 1966-1967                             | CA Pontarlier                                          | CS Mamers-Thoigne, RCS Champigny                                   |
| 1965-1966                             | ASRG Caen (1)                                          | Entente Billy-Varennes                                             |
| 1964-1965                             | US St-Pierre-sur-Dives                                 | PS Besançon                                                        |
| 1963-1964                             | ACS Fontenay-sous-Bois                                 | SC Saint-Chamond                                                   |
| 1962-1963                             | UESG Paris                                             | Rhône Sportif Lyon                                                 |
| 1961-1962                             | GEC Clermont-Ferrand                                   | UESG Paris                                                         |
| Nationale 2                           |                                                        |                                                                    |

## Bilan des Clubs en Pro B

### Pro B Hommes
- Classement à l'issue de la saison 2021-2022
  - Les résultats de la saison avortée 2019-2020 en raison de la pandémie de covid-19 sont inclus dans ce classement
  - Les résultats du Nice Cavigal comprennent les saisons du CPC Nice
  - Les résultats du Metz TT comprennent les saisons du SMEC Metz
  - Ce classement comptabilise la cinquième saison du TTC Nantes Atlantique qui a été déclassé en cours de saison

Cl : Classement ; NS : Nombre de saison en Pro B, Perf : Meilleur résultat en Pro B ; DS : Dernière saison en Pro B
| CL | Equipes                 | NS | Perf     | Pts | J   | V   | N  | D   | Pé | DS   |
| -- | ----------------------- | -- | -------- | --- | --- | --- | -- | --- | -- | ---- |
| 1  | Metz TT                 | 15 | 2ème     | 444 | 250 | 75  | 45 | 129 | 1  | 2022 |
| 2  | EP Isséenne             | 13 | 2ème     | 451 | 214 | 113 | 19 | 82  | -  | 2022 |
| 3  | Argentan Bayard         | 12 | 3 Titres | 427 | 200 | 104 | 20 | 76  | -  | 2022 |
| 4  | TTC Nantes Atlantique   | 12 | 3ème     | 293 | 178 | 50  | 20 | 108 | -  | 2021 |
| 5  | PPC Villeneuve          | 10 | 2ème     | 357 | 172 | 69  | 47 | 56  | -  | 2016 |
| 6  | Saint-Denis US 93 TT    | 10 | 1 Titre  | 386 | 168 | 94  | 26 | 48  | -  | 2018 |
| 7  | Cavigal Nice            | 9  | 2ème     | 310 | 162 | 57  | 33 | 71  | 1  | 2017 |
| 8  | 4S Tours TT             | 9  | 2ème     | 279 | 148 | 57  | 18 | 73  | -  | 2022 |
| 9  | ASTT Miramas            | 7  | 3ème     | 233 | 114 | 57  | 3  | 54  | -  | 2022 |
| 10 | Roanne Coteau LNTT      | 7  | 1 Titre  | 248 | 112 | 59  | 9  | 44  | -  | 2022 |
| 11 | Caen TTC                | 6  | 3 Titres | 232 | 106 | 52  | 22 | 32  | -  | 2019 |
| 12 | SPO Rouen               | 6  | 1 Titre  | 233 | 104 | 55  | 16 | 33  | -  | 2017 |
| 13 | VGA Saint-Maur US       | 5  | 1 Titre  | 171 | 86  | 33  | 19 | 34  | -  | 2011 |
| 14 | Beauchamp CTT           | 5  | 3ème     | 178 | 84  | 35  | 24 | 25  | -  | 2009 |
| 15 | Amiens STT              | 5  | 2ème     | 153 | 76  | 34  | 8  | 34  | -  | 2022 |
| 16 | TT Saint-Louis          | 4  | 2ème     | 156 | 74  | 35  | 21 | 18  | -  | 2014 |
| 17 | US Yport                | 4  | 2ème     | 156 | 72  | 32  | 20 | 20  | -  | 2010 |
| 18 | AC Boulogne-Billancourt | 4  | 1 Titre  | 120 | 70  | 27  | 1  | 42  | -  | 2019 |
| 19 | Montpellier TT          | 4  | 3ème     | 138 | 70  | 28  | 12 | 30  | -  | 2010 |
| 20 | CTT Bruillé             | 4  | 3ème     | 116 | 66  | 20  | 10 | 36  | -  | 2016 |
| 21 | Thorigné-Fouillard TT   | 4  | 1 Titre  | 138 | 60  | 36  | 0  | 24  | -  | 2022 |
| 22 | C'Chartres TT           | 4  | 2 Titres | 140 | 58  | 37  | 9  | 12  | -  | 2021 |
| 23 | Morez Haut-Jura TT      | 3  | 1 Titre  | 123 | 54  | 28  | 13 | 13  | -  | 2014 |
| 24 | CP Auch                 | 3  | 7ème     | 84  | 52  | 8   | 16 | 28  | -  | 2012 |
| 25 | CAM Bordeaux            | 3  | 6ème     | 76  | 50  | 11  | 5  | 33  | 1  | 2008 |
| 26 | SS La Romagne           | 3  | 2 Titres | 125 | 48  | 34  | 9  | 5   | -  | 2007 |
| 27 | ALCL Grand-Quevilly     | 2  | 5ème     | 64  | 36  | 9   | 10 | 17  | -  | 2014 |
| 28 | Us Fontenay             | 2  | 7ème     | 62  | 36  | 8   | 10 | 18  | -  | 2013 |
| 29 | Istres TT               | 2  | 2ème     | 81  | 34  | 18  | 4  | 12  | -  | 2022 |
| 30 | SU Agen TT              | 1  | 4ème     | 37  | 18  | 11  | 0  | 7   | -  | 2017 |
| 31 | SLUC Nancy              | 1  | 9ème     | 29  | 18  | 2   | 7  | 9   | -  | 2006 |
| 32 | Lille Métropole TT      | 1  | 9ème     | 22  | 18  | 5   | 0  | 13  | -  | 2022 |
| 33 | TT Neuves-Maisons       | 1  | 10ème    | 21  | 18  | 1   | 1  | 16  | -  | 2016 |
| 34 | USM Pontault-Combault   | 1  | 10ème    | 18  | 18  | 0   | 0  | 18  | -  | 2014 |
| 35 | Levallois SCTT          | 1  | 10ème    | 14  | 18  | 2   | 0  | 16  | -  | 2018 |
| 36 | ASTT Béthune BF         | 1  | 9ème     | 19  | 16  | 1   | 3  | 12  | -  | 2005 |
| 37 | AS Pontoise-Cergy TT    | 1  | 1 Titre  | 38  | 14  | 12  | 0  | 2   | -  | 2004 |

### Pro B Dames
- Classement actualisé jusqu'à la saison 2017-2018. Championnat 2015-2016 manquant
  - Les résultats de l'Amicale Laïque Échirolles-Eybens TT comprennent les saisons de l'AL Echirolles et de l'ancienne Entente Echirolles/Froges.
  - Les résultats du Metz TT comprennent les saisons du SMEC Metz
  - La section pongiste de l'ACS Fontenay-sous-Bois passe à l'US Fontenay en 2010
  - Les résultats de l'ASRTT Etival-Raon comprennent ceux de l'AS Etival-Clairefontaine
  - Les résultats des équipes réserves du TT Saint-Quentin et de l'Entente Sainte-pierraise sont comptabilisés avec leurs équipes premières

| Cl | Équipes                            | NS | Perf                     | Pts                      | J                        | V                        | N                        | D                        | Pé                       | Der                      | 2022-2023 |
| -- | ---------------------------------- | -- | ------------------------ | ------------------------ | ------------------------ | ------------------------ | ------------------------ | ------------------------ | ------------------------ | ------------------------ | --------- |
| 1  | AL Échirolles-Eybens               | 10 | 3e                       | 304                      | 170                      | 47                       | 41                       | 81                       | 1                        | 2015                     | -         |
| 2  | Quimper Cornouaille TT             | 8  | 1 Titre                  | 270                      | 132                      | 54                       | 30                       | 48                       | -                        | 2018                     | Pro B     |
| 3  | Mulhouse TT                        | 6  | 3e                       | 192                      | 100                      | 36                       | 20                       | 44                       | -                        | 2015                     | -         |
| 4  | Serris Val d'Europe ATT            | 5  | 1 Titre                  | 194                      | 88                       | 39                       | 28                       | 21                       | -                        | 2013                     | -         |
| 5  | AS Miramas                         | 5  | 2e                       | 182                      | 88                       | 34                       | 27                       | 26                       | 1                        | 2012                     | -         |
| 6  | CAM Bordeaux                       | 5  | 2 Titres                 | 172                      | 86                       | 35                       | 16                       | 35                       | -                        | 2012                     | -         |
| 7  | TT Saint-Quentin (1 et 2)          | 5  | 2e                       | 168                      | 86                       | 32                       | 19                       | 34                       | 1                        | 2009                     | Pro A     |
| 8  | ACS Fontenay-sous-Bois             | 5  | 2e                       | 158                      | 84                       | 38                       | 18                       | 28                       | -                        | 2009                     | -         |
| 9  | Saint-Denis US 93 TT               | 5  | 3e                       | 137                      | 72                       | 24                       | 15                       | 33                       | -                        | 2018                     | Pro A     |
| 10 | Entente Marly-le-Roi/Élancourt     | 4  | 3e                       | 129                      | 70                       | 18                       | 23                       | 29                       | -                        | 2012                     | Dissout   |
| 11 | TT Joué-lès-Tours                  | 4  | 2 Titres                 | 150                      | 66                       | 37                       | 10                       | 19                       | -                        | 2017                     | Pro A     |
| 12 | Beauchamp CTT                      | 4  | 3e                       | 139                      | 66                       | 31                       | 13                       | 20                       | 2                        | 2013                     | -         |
| 13 | Raquette Marmandaise               | 4  | Champion                 | 150                      | 64                       | 38                       | 10                       | 16                       | -                        | 2009                     | -         |
| 14 | La Roche Vendée                    | 4  | 3e                       | 121                      | 64                       | 22                       | 13                       | 29                       | -                        | 2007                     | -         |
| 15 | ASRTT Etival-Raon                  | 4  | 3e                       | 119                      | 64                       | 20                       | 15                       | 29                       | -                        | 2016                     | Pro A     |
| 16 | Metz TT                            | 4  | 3e                       | 91                       | 64                       | 9                        | 9                        | 46                       | -                        | 2010                     | Pro A     |
| 17 | EP Isséenne                        | 4  | 1 Titre                  | 107                      | 54                       | 23                       | 7                        | 24                       | -                        | 2018                     | Pro B     |
| 18 | Olympique de Reims                 | 3  | 2e                       | 125                      | 54                       | 30                       | 11                       | 13                       | -                        | 2010                     | -         |
| 19 | SA Souché Niort                    | 3  | 1 Titre                  | 130                      | 52                       | 33                       | 12                       | 7                        | -                        | 2008                     | -         |
| 20 | CA Mayennais TT                    | 3  | 2e                       | 94                       | 50                       | 18                       | 8                        | 24                       | -                        | 2014                     | -         |
| 21 | US Marly-le-Roi                    | 3  | 6e                       | 84                       | 50                       | 12                       | 10                       | 28                       | -                        | 2007                     | -         |
| 22 | Paris 13 TT                        | 3  | 2e                       | 77                       | 44                       | 15                       | 6                        | 22                       | 1                        | 2017                     | Pro B     |
| 23 | CP Mirande                         | 2  | 4e                       | 74                       | 36                       | 13                       | 13                       | 9                        | 1                        | 2010                     | -         |
| 24 | TTC Nantes Atlantique              | 2  | 4e                       | 70                       | 36                       | 11                       | 12                       | 13                       | -                        | 2009                     | -         |
| 25 | Poitiers TTACC 86                  | 2  | 2 Titres                 | 87                       | 34                       | 22                       | 9                        | 3                        | -                        | 2015                     | Pro A     |
| 26 | ASTT Béthune                       | 2  | 8e                       | 48                       | 34                       | 5                        | 5                        | 23                       | 1                        | 2007                     | -         |
| 27 | CTT Élancourt                      | 2  | 1 Titre                  | 72                       | 32                       | 17                       | 6                        | 9                        | -                        | 2014                     | -         |
| 28 | Entente saint-pierraise (1 et 2)   | 2  | 2e                       | 62                       | 30                       | 12                       | 5                        | 13                       | -                        | 2017                     | Pro A     |
| 29 | Sainte-Geneviève Sports            | 2  | 7e                       | 46                       | 30                       | 5                        | 6                        | 19                       | -                        | 2007                     | -         |
| 30 | Schiltigheim USTT                  | 2  | 4e                       | 44                       | 24                       | 11                       | 0                        | 13                       | -                        | 2018                     | Pro A     |
| 31 | AS Le Chesnay 78                   | 2  | 5e                       | 43                       | 24                       | 8                        | 0                        | 15                       | 1                        | 2018                     | -         |
| 32 | ASL Beaufou Vendée                 | 1  | 10e                      | 27                       | 18                       | 3                        | 3                        | 12                       | -                        | 2010                     | -         |
| 33 | US Kremlin-Bicêtre                 | 1  | 1 Titre                  | 45                       | 16                       | 14                       | 1                        | 1                        | -                        | 2006                     | -         |
| 34 | ALCL Grand-Quevilly                | 1  | 3e                       | 42                       | 16                       | 11                       | 4                        | 1                        | -                        | 2005                     | Pro A     |
| 35 | Entente Mirande-Cugnaux/Villeneuve | 1  | 5e                       | 30                       | 16                       | 4                        | 6                        | 6                        | -                        | 2011                     | Dissout   |
| 36 | Évreux ÉC                          | 1  | 1 Titre                  | 40                       | 14                       | 12                       | 2                        | 0                        | -                        | 2004                     | -         |
| 37 | Caen TTC                           | 1  | 2e                       | 35                       | 14                       | 9                        | 3                        | 2                        | -                        | 2004                     | -         |
| 38 | ASPC Nîmes                         | 1  | 2e                       | 23                       | 10                       | 6                        | 0                        | 4                        | -                        | 2018                     | Pro B     |
| 39 | Le Mans Sarthe TT                  | 1  | Première saison en Pro B | Première saison en Pro B | Première saison en Pro B | Première saison en Pro B | Première saison en Pro B | Première saison en Pro B | Première saison en Pro B | Première saison en Pro B | Pro B     |
| 40 | CPB Rennes                         | 1  | Première saison en Pro B | Première saison en Pro B | Première saison en Pro B | Première saison en Pro B | Première saison en Pro B | Première saison en Pro B | Première saison en Pro B | Première saison en Pro B | Pro B     |
| 41 | CP Lys-lez-Lannoy                  | 1  | Première saison en Pro B | Première saison en Pro B | Première saison en Pro B | Première saison en Pro B | Première saison en Pro B | Première saison en Pro B | Première saison en Pro B | Première saison en Pro B | Pro B     |